# رانندگان فرمول یک اهل ایرلند
تاکنون ۵ رانندهٔ فرمول یک اهل ایرلند در مسابقات جهانی فرمول یک شرکت کرده‌اند.

## رانندگان سابق

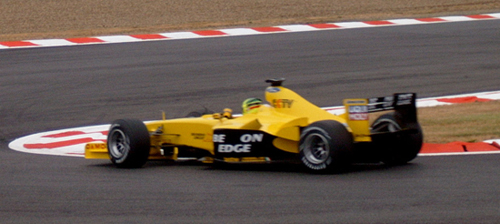
رالف فرمن در حال رانندگی برای تیم جردن در جایزه بزرگ فرانسه ۲۰۰۳

جو کلی نخستین رانندهٔ ایرلندی شرکت‌کننده در مسابقات جهانی فرمول یک بود که در دو مسابقه از سری مسابقات جایزه بزرگ بریتانیا شرکت کرد. خودروی آلتای او که خودش به‌صورت شخصی وارد مسابقات کرده‌بود، در هیچ‌یک از این مسابقات در رده‌بندی قرار نگرفت.
درک دالی که در سال ۱۹۷۷ موفق به کسب مقام قهرمانی مسابقات فرمول سه بریتانیا شده‌بود، برای رانندگی در مسابقات فرمول یک به تیم هسکث ریسینگ دعوت شد. او در سه گراند پری نهایی حضور این تیم در رقابت‌ها رانندگی کرد، اما صلاحیت او در هیچ‌یک از این گراند پری‌ها احراز نشد و از راهیابی به مرحلهٔ مسابقه بازماند. او بلافاصله پس از انحلال هسکث، برای باقی فصل توسط تیم انساین استخدام شد و در مسابقهٔ نهایی فصل موفق به کسب امتیاز شد. دالی در چهار فصل بعدی حضور خود در مسابقات، برای تیم‌های مختلفی از جمله انساین، تایرل، مارچ، تئودور و ویلیامز رانندگی کرد و بهترین نتیجهٔ کسب‌شده توسط او، مقام چهارم بود که در مسابقه‌های آرژانتین و بریتانیا از فصل ۱۹۸۰ موفق به کسب آن شد.
دیوید کندی، که در مسابقات فرمول یک بریتانیا فصل ۱۹۷۹ مقام دوم رده‌بندی را کسب کرده‌بود، به‌عنوان جایزه، یک صندلی مسابقه‌ای در تیم شدو را برای فصل ۱۹۸۰ دریافت کرد. با این حال، این تیم با مشکلات مالی مزمن روبرو بود و فرایند مهندسی شاسی ضعیفی داشت؛ با وجود کمک مالی تیم تئودور به شدو در میانهٔ فصل، صلاحیت کندی تنها برای یک مسابقه از ۸ گراند پری که وارد آن‌ها شده‌بود، احراز شد.
در پی خروج یان لامرز از تیم تئودور در فصل ۱۹۸۲، تامی برن نخستین حضورش در مسابقات را در جایزه بزرگ اتریش تجربه کرد. او به پنج مسابقهٔ آخر فصل وارد شد و برای شرکت در دو مسابقه تأیید صلاحیت شد، اما نتوانست حتی هیچ‌یک از مسابقاتی که صلاحیتش برای آن‌ها احراز شده‌بود را نیز به پایان برساند.
ادی جردن، مالک تیم جردن که مشتاق بود یک رانندهٔ ایرلندی را استخدام کند، رالف فرمن را که در مسابقات فرمول نیپون فصل ۲۰۰۲ به قهرمانی رسیده‌بود، به‌عنوان رانندهٔ مسابقه‌ای تیم خود برای فصل ۲۰۰۳ انتخاب کرد. فرمن، به‌جز دو گراند پری، در باقی رویدادهای آن فصل حضور یافت. او در این فصل و در تصادف رانندگی در مرحلهٔ تمرین جایزه بزرگ مجارستان دچار مصدومیت شد. فرمن در آن فصل تنها یک امتیاز را در اسپانیا به‌نام خود ثبت کرد، اما تلاش‌های او برای حفظ صندلی مسابقه‌ای برای فصل ۲۰۰۴ کافی نبود.
- درک دالی در جایزه بزرگ هلند، سال ۱۹۸۲

## جدول زمانی
| رانندگان سابق | رانندگان سابق |
| ------------- | ------------- |
| جو کلی        | ۱۹۵۰–۱۹۵۱     |
| درک دالی      | ۱۹۷۸–۱۹۸۲     |
| دیوید کندی    | ۱۹۸۰          |
| تامی برن      | ۱۹۸۲          |
| رالف فرمن     | ۲۰۰۳          |
| منبع:         |               |